# Csaba Bernáth
Csaba Bernáth (Debrecen, 26 maart 1979) is een Hongaarse voetballer die anno 2012 uitkomt voor Debreceni VSC. Bernáth is een verdediger.

## Carrière
Bernáth begon z'n carrière bij Debreceni VSC en bleef er tot 2003, op een korte uitleenbeurt na. In 2003 stapte hij over naar Royal Antwerp FC, maar daar werd hij na zes maanden doorgestuurd. Hij keerde dan maar terug naar z'n ex-club Debreceni, waar hij anno 2012 nog altijd aan de slag is.